# Jeu de sécurité
Dans le jeu de bridge, le jeu de sécurité ne désigne pas une manœuvre précise en particulier mais toute manœuvre ayant pour but d'assurer l'objectif principal quitte, éventuellement, à avoir une espérance moindre en termes de nombres de levées. 
L'objectif principal consiste naturellement la plupart du temps en la réalisation du contrat ; mais il peut aussi parfois s'agir de limiter le nombre de chutes (typiquement pour un contrat contré lorsqu'on pense que l'équipe adverse pouvait gagner une manche) ou d'assurer un résultat au moins aussi bien (en tournoi par paires) que ce que l'on pense être le résultat le plus populaire de la donne.

## Exemple simple
| ♥ V 9 7 6  |
|            |
| ♥ A R 10 8 |

La manière « normale » de manier cette couleur consiste à impasser la D♥. Selon le contrat et les communications disponibles, l'A♥ sera ou non tiré en coup de sonde avant de tenter l'impasse.
Mais imaginons un instant le contexte suivant :
| ♠ | A 8 6   |
| ♥ | V 9 3 2 |
| ♦ | 7 4 3 2 |
| ♣ | R 2     |

| ♠ |
| ♥ |
| ♦ |
| ♣ |

| ♠ |
| ♥ |
| ♦ |
| ♣ |

| ♠ | R D V 9 3 |
| ♥ | A R 10 8  |
| ♦ | 6 5       |
| ♣ | A 3       |

| ♠ | A 8 6   |
| ♥ | V 9 3 2 |
| ♦ | 7 4 3 2 |
| ♣ | R 2     |

| ♠ |
| ♥ |
| ♦ |
| ♣ |

| ♠ |
| ♥ |
| ♦ |
| ♣ |

| ♠ | R D V 9 3 |
| ♥ | A R 10 8  |
| ♦ | 6 5       |
| ♣ | A 3       |

| ♠ | A 8 6   |
| ♥ | V 9 3 2 |
| ♦ | 7 4 3 2 |
| ♣ | R 2     |

| ♠ |
| ♥ |
| ♦ |
| ♣ |

| ♠ |
| ♥ |
| ♦ |
| ♣ |

| ♠ | R D V 9 3 |
| ♥ | A R 10 8  |
| ♦ | 6 5       |
| ♣ | A 3       |

| ♠ | A 8 6   |
| ♥ | V 9 3 2 |
| ♦ | 7 4 3 2 |
| ♣ | R 2     |

| ♠ |
| ♥ |
| ♦ |
| ♣ |

| ♠ |
| ♥ |
| ♦ |
| ♣ |

| ♠ | R D V 9 3 |
| ♥ | A R 10 8  |
| ♦ | 6 5       |
| ♣ | A 3       |

L'entame ♠ après une telle séquence d'enchères ne peut raisonnablement provenir que d'un espoir de coupe. Ainsi, si Sud tente l'impasse à ♥ et qu'elle échoue, Ouest pourra donner la coupe à son partenaire s'il disposait de 4 cartes à ♠ au début de la donne ou très probablement communiquer à ♦ pour couper lui-même si son entame provenait d'un singleton. Dans un cas comme dans l'autre, la défense réalisera 2 levées à ♦, la D♥ et une coupe pour la chute du contrat.
Pour jouer la sécurité, Sud doit tirer immédiatement A♥ et R♥ après avoir empoché le premier pli. De la sorte, il gagnera toujours son contrat si les ♥ sont répartis 3-2 ou si la D♥ est sèche. (Certaines autres dispositions moins probables permettent également de gagner). En jouant ainsi la sécurité, Sud a un petit peu moins de chances de réaliser 11 levées mais le jeu en vaut largement la chandelle.
On remarque au passage que si la séquence d'enchères décrite plus haut avait continué jusque 5♥, le jeu de sécurité aurait consisté à effectuer l'impasse à la D♥ après avoir tiré l'A♥. 